# Aosta
Aosta (francosko Aoste, frankoprovansalsko Aoûta, latinsko Augusta Prætoria Salassorum) je glavno mesto italijanske dežele Doline Aoste, ki je dvojezična regija v italijanskih Alpah, in leži 110 km severno-severozahodno od Torina. Nahaja se tudi v bližini italijanskega vhoda v predor pod Mont Blancom, na sotočju rek Buthier in Doire baltée, in na križišču cest iz Velikega in Malega Svetega Bernarda. Aosta pa ni glavno mesto pokrajine, ker je bila dolina Aoste do upravne reorganizacije Italije edina italijanska dežela, ki ni razdeljena na pokrajine. Pokrajinske upravne funkcije si delijo dežela in občine.

## Zgodovina
Aosta je bila naseljena v proto-zgodovinskih časih in je kasneje postala središče Salassijev keltskega ljudstva, ki so ga Rimljani leta 25. pr. n. št. po večini pobili ali prodali v suženjstvo.  Akcijo je vodil Terentius Varro, ki je nato ustanovil rimsko kolonijo Augusta Praetoria Salassorum, in jo naselil s 3000 upokojenimi veterani. Po letu 11 pr. n. št. je Aosta postala prestolnica rimske province Peninske alpe. Njen položaj na sotočju dveh rek, na koncu cest iz Velikega in Malega Svetega Bernarda, je imel velik vojaški pomen, zato je bil tam nameščen tudi rimski vojaški tabor.
Po padcu zahodnega rimskega cesarstva so mesto osvojili, po vrsti, Burgundi, Ostrogoti in Bizantinci. Langobardi, ki so mesto pripojili k svojemu italijanskemu kraljestvu, so bili izgnani od frankovskega cesarstva pod Pipinom Malim. Pod njegovim sinom Karlom Velikim je Aosta pridobila na pomenu kot postaja na Via Francigena, ki je vodila iz Francije v Italijo. Poletu 888 je bilo mesto del prenovljene Kraljevine Italije pod Arduin iz Ivree in Berengarjem iz Furlanije.
V 10. stoletju Aosta postala del Kraljevine Burgundije. Po padcu te leta 1032, je postala del posestev grofa Umberta I. Savojskega. V nadaljevanju sledi zgodovini Savojcev.

## Znamenitosti

### Antični ostanki
Stari mestni zidovi Augusta Praetoria Salassorum so ohranjeni skoraj v celoti, in obdajajo pravokotnik 724 s 572 metrov.  So 6.4 m visoki, zgrajene iz betona in majhnimi bloki kamna. Na dnu so zidovi skoraj 2,75 m debeli, na vrhu pa 1,83 m.
Stolpi stoji na vogalih obzidja, še več je postavljenih v intervalih, s po dvema na vsakih od štirih vrat, skupaj jih je dvajset. V tlorisu so približno 6,5 m v kvadrat in štrlijo 4,3 metrov iz obzidja. Od 20 stolpov so dobro ohranjeni še: 
- Tour du lépreux (stolp gobavcev) je dobil to ime po gobavcu po imenu Pierre-Bernard Guasco, ki je bil tam obsojen v poznem 17. stoletju. Le lépreux de la Cité d'Aoste je tudi roman, ki ga je napisal Xavier de Maistre (10. oktober 1763 – 12. junij 1852, francoski pisatelj) in se imenuje po tem gobavcu.
- Tourneuve (13. stoletje).
- Tour du Pailleron.
- Stolp (grad) Bramafan, zgrajen v 11. stoletju preko rimskega bastijona. To je bila rezidenca vikontov Savojskih. Francosko-provansalski izraz Bramafan se prevaja kot 'kdor kriči za lakoto'.
- Tour du Baillage.
- Tour Fromage.

Vzhodna in južna vrata obstajajo nedotaknjena. Slednja, dvojna vrata s tremi loki, z dvema stolpoma, so znana kot Porta Praetoria (1. stoletje) so bila vzhodna vrata v mesto in so ohranila svojo prvotno obliko, razen marmorne obloge.  Dva niza lokov obdajata majhen trg.
Pravokotna ureditev ulic je po vzoru rimskega načrta in delijo mesto na 64 blokov (insulae). Glavna cesta, približno 10 metrov široka, deli mesto v dve enaki polovici, in poteka od vzhoda proti zahodu. Ta ureditev je jasno varovala cesto, ki je bila glavni razlog mesta.
Rimsko gledališče, katerega južna fasada visoka 22 metrov je še danes ohranjena.  Struktura, ki datira iz konca vladavine Avgusta, zaseda površino 81 krat 64 metrov in je lahko sprejelo do 4000 gledalcev. V bližini je amfiteater, zgrajen v času  Klavdija I.. Tržnica je bila obdana s skladišči na treh straneh in s templjem v sredini, z dvema odprtima stranema (južni), odkrili so tudi terme.
Zunaj mestnega obzidja stoji Avgustov slavolok zgrajen leta 35 pred našim štetjem v počastitev zmage konzula Varro Murena nad Salassi.  Približno 8 km na zahod je rimski most z enim obokom, imenoval  Pont d'Aël. Ima zaprt prehod za pešce, osvetljen z odprtinami v zimskem času, nad prehodom pa je odprta pot za pešce, dolg 60,46 m in širok 2,26 m in prečka 150m globok kanjon.
V dolini Aoste obstajajo precejšnji ostanki starodavne ceste iz Eporedia (danes Ivrea) do Augusta Praetorie. Sodobna železniška sledi tej poti, vzporedno je znani most Pont Saint-Martin, ki ima en sam lok z razponom 35 metrov in cestiščem širokim 4,5 m. V sami Aosti je še rimski most Pont de Pierre.

### Drugo
- Stolnica v Aosti, zgrajena v 4. stoletju in nadomeščena v 11. stoletju z novo zgradbo posvečeno Mariji. Je pripojena k rimskemu forumu.
- Romansko-gotska Sant'Orso. Najbolj pomembna značilnost je križni hodnik, v katerega se lahko vstopi preko dvorane na levi strani fasade. Posvečena je svetemu Ursusu iz Aoste.
- Saint-Bénin College, zgrajen okoli leta 1000 pod Benediktinci. Zdaj je razstavni prostor.
- Most Grand Arvou (italiansko Ponte acquedotto di Grand Arvou, francosko Pont aqueduc du Grand Arvou), srednjeveški ločni most-akvadukt, ki se nahaja v četrti Porossan.

## Promet
Aosta leži na stičišču dveh glavnih trans-alpskim magistralnih cest, SS 26, ki povezuje mesto Chivasso na Mali Sveti Bernard na meji med Italijo in Francijo, in SS 27, ki povezuje mesto Aosta na Veliki Sveti Bernard na švicarski meji. Skozi Aosto poteka tudi avtocesta A5 med Torinom in Courmayeurjem.
Železniška postaja je bila zgrajena leta 1886 in je del Chivasso-Ivrea-Aosta železnice.
Avtobusi povezujejo mesto Aosta z bližnjimi dolinami in na območja zunaj regije, vključno s Torinom, Milanom, Chamonixom (Francija) in Martignyjem (Švica).
Letališče se nahaja 5 km vzhodno od mesta.

## Pomembni meščani
- Anselm Canterburyjski (1033–1109), nadškof Canterburyja med 1093 in 1109.
- Xavier de Maistre (1763–1852), francoski pisatelj

## Pobratena mesta
Aosta pobratena z:
- Albertville, Savoja, Auvergne-Rona-Alpe, Francija
- Narbonne, Aude, Nova Akvitanija, Francija
- Chamonix, Haute-Savoie, Auvergne-Rona-Alpe, Francija
- Kaolack, Senegal
- San Giorgio Morgeto, Kalabrija, Italija
- Sinaia, Romunija
- Martigny, Valais, Švica